# Curimatá
Ne doit pas être confondu avec Curimata.
Curimatá est une municipalité brésilienne située dans l'État du Piauí.